# Список эпизодов телесериала «Я — зомби»
Список эпизодов американского телесериала «Я — зомби», который был разработан Робом Томасом и Дианой Руггиеро. В основе сериала лежит одноимённая серия комиксов, созданная Крисом Роберсоном и Майклом Аллредом и опубликованная издательством DC Comics Vertigo.

## Обзор сезонов
| Сезон | Сезон | Эпизоды | Оригинальная дата показа | Оригинальная дата показа |
| Сезон | Сезон | Эпизоды | Премьера сезона          | Финал сезона             |
| ----- | ----- | ------- | ------------------------ | ------------------------ |
|       | 1     | 13      | 17 марта 2015            | 9 июня 2015              |
|       | 2     | 19      | 6 октября 2015           | 12 апреля 2016           |
|       | 3     | 13      | 4 апреля 2017            | 28 июня 2017             |
|       | 4     | 13      | 26 февраля 2018          | 28 мая 2018              |
|       | 5     | 13      | 2 мая 2019               | 1 августа 2019           |

## Список серий

### Сезон 1 (2015)
| № общий | № в сезоне | Название                                                                                          | Режиссёр      | Автор сценария                                           | Дата премьеры  | Произв. код | Зрители в США (млн) |
| --- | ---------- | ------------------------------------------------------------------------------------------------- | ------------- | -------------------------------------------------------- | -------------- | ----------- | ------------------- |
| 1 | 1          | «Pilot» «Пилот»                                                                                   | Роб Томас     | Роб Томас и Диана Руггиеро-Райт                          | 17 марта 2015  | 296850      | 2,29                |
| Оливия Мур была дисциплинированной, целеустремленной девушкой, работая медицинским стажером с большими планами на жизнь... пока не превратилась в зомби. Застряв в состоянии где-то между полуживой и неживой, Лив теряет свои цели и стремление. Она разрывает помолвку с очаровательным женихом - родственной душой, боясь заразить его своим состоянием. Лив находит новую работу в городском морге, чтобы иметь доступ к единственной форме хлеба насущного, ныне доступного ей и позволяющего сохранять человечность ─ к мозгам. От новой диеты есть побочные эффекты: с каждыми мозгами, которые Лив съедает, она испытывает "видения" ─ вспышки воспоминаний трупа ─ которые часто дают представления о том, как они были убиты. Её босс, блестящий, но эксцентричный доктор Рави Чакрабарти поощряет её принять этот дар и работать вместе с непризнанным детективом по расследованию убийств Клайвом Бабино, чтобы помогать раскрывать убийства. Так Лив находит некое умиротворение и новую цель в том, чем стала её "жизнь". |            |                                                                                                   |               |                                                          |                |             |                     |
| 2 | 2          | «Brother, Can You Spare a Brain?» «Братец, может поделишься мозгом?»                              | Джон Кретчмер | Диана Руггиеро-Райт                                      | 24 марта 2015  | 3J5502      | 1,99                |
| Лив, Рави и Клайв работают вместе, чтобы раскрыть таинственную смерть известного художника. Лив поглощена страстью, съев его мозги, и не может сопротивляться желанию соблазнить Мейджора. Между тем Блэйн наносит неожиданный визит в морг. |            |                                                                                                   |               |                                                          |                |             |                     |
| 3 | 3          | «The Exterminator» «Дезинсектор»                                                                  | Майкл Филдс   | История: Роб Томас Телесценарий: Грэм Норрис и Ли Аркури | 31 марта 2015  | 3J5503      | 1,81                |
| Когда Лив и детектив Бабино расследуют случай бегства с места преступления, они обнаруживают, что жертва была социопатом-убийцей, ответственным за смерть предпринимателя в деле, который ведет Пейтон. Лив и Рави роют глубже, следуя зомби-видению, которое заставляет Лив сделать удивительное открытие о ком-то из её прошлого. Мейджор начинает жить дальше, и Пейтон шокирована реакцией Лив. |            |                                                                                                   |               |                                                          |                |             |                     |
| 4 | 4          | «Liv and Let Clive» «Лив и типа Клайв»                                                            | Джон Кретчмер | Кит Босс                                                 | 7 апреля 2015  | 3J5504      | 1,77                |
| Когда Клайв опознаёт Джона Доу в морге как одного из своих прежних криминальных контактов со времен работы в полиции нравов, Лив удивлена, что Клайв так быстро отказывается от её помощи в раскрытии убийства. Лив и Рави занимаются расследованием самостоятельно, что ставит их в опасное положение. Проблемы Лив продолжают накапливаться, когда Мейджор начинает искать соседа по комнате, и она полагает, что он рассматривает милую студентку. |            |                                                                                                   |               |                                                          |                |             |                     |
| 5 | 5          | «Flight of the Living Dead» «Полёт живых мертвецов»                                               | Дэвид Уоррен  | Дейдре Манган                                            | 14 апреля 2015 | 3J5505      | 1,85                |
| Лив неохотно ест мозги своей убитой подруги из сестринства, чтобы разобраться в её смерти. Дело переносит Лив и Клайва в мир экстремального спорта, где они встречают профессионального сноубордиста, хранящего свой секрет. Тем временем, Лив сближается с еще одним подозреваемым; а Мейджор выражает Клайву своё беспокойство по поводу исчезновения мальчика из приюта. |            |                                                                                                   |               |                                                          |                |             |                     |
| 6 | 6          | «Virtual Reality Bites» «Виртуальная реальность кусается»                                         | Дермотт Доунс | Глория Калдерон Келлетт                                  | 21 апреля 2015 | 3J5506      | 1,80                |
| Расследуется убийство хакера. Съев его мозги, Лив сталкивается с агорафобией и невероятным навыком в компьютерных играх. Тем временем, Блейн знакомится с одним из близких Лив. |            |                                                                                                   |               |                                                          |                |             |                     |
| 7 | 7          | «Maternity Liv» «Материнство Лив»                                                                 | Патрик Норрис | Боб Дирден                                               | 28 апреля 2015 | 3J5507      | 1,69                |
| Убита беременная женщина, но её ребенок выживает. После того, как Лив съела мозг жертвы, ей приходится столкнуться с проснувшимся материнским инстинктом. Тем временем, Мейджор делает шокирующее открытие. |            |                                                                                                   |               |                                                          |                |             |                     |
| 8 | 8          | «Dead Air» «Смертельный эфир»                                                                     | Зетна Фуентас | Айана Уайт                                               | 5 мая 2015     | 3J5508      | 1,62                |
| Лив и Клайв расследуют убийство утренней радиоведущей, которая специализировалась на отношениях. Съев мозг жертвы, Лив переходит на личное с Клайвом, что дается ему нелегко. Тем временем, Пейтон помогает Мейджору; а Блейн дает предупреждение. |            |                                                                                                   |               |                                                          |                |             |                     |
| 9 | 9          | «Patriot Brains» «Мозги патриота»                                                                 | Гай Би        | Роберт Форман                                            | 12 мая 2015    | 3J5509      | 1,70                |
| Лив и Клайв расследуют загадочную смерть бывшего снайпера, работавшего инструктором по пейнтболу. Дело сосредоточенно на бывшей жене жертвы и её новом муже. Тем временем Мейджор становится все ближе к правде; а Блейн совершает немыслимое. |            |                                                                                                   |               |                                                          |                |             |                     |
| 10 | 10         | «Mr. Berserk» «Мистер Берсерк»                                                                    | Джейсон Блум  | Дейдре Манган и Грэм Норрис                              | 19 мая 2015    | 3J5510      | 1,50                |
| Лив и Клайв расследуют убийство журналиста, работавшего над статьей о случаях психического отклонения среди небольшой группы потребителей популярного энергетика. Тем временем, Рави пытается помочь Мейджору, который считает, что сходит с ума. |            |                                                                                                   |               |                                                          |                |             |                     |
| 11 | 11         | «Astroburger» «Астробургер»                                                                       | Майкл Филдс   | Кит Босс                                                 | 26 мая 2015    | 3J5511      | 1,56                |
| Кто-то близкий Мейджору предполагаемо совершает самоубийство, поэтому Лив съедает мозги жертвы в попытке разобраться в случившемся, а в результате получает смесь реальности и паранойи. Тем временем, Клайв допрашивает Мейджора и узнает о секретном компьютерном файле, который поможет найти убийцу. |            |                                                                                                   |               |                                                          |                |             |                     |
| 12 | 12         | «Dead Rat, Live Rat, Brown Rat, White Rat» «Мёртвая крыса, живая крыса, рыжая крыса, белая крыса» | Мэйрзи Алмас  | Диана Руггиеро-Райт                                      | 2 июня 2015    | 3J5512      | 1,80                |
| Лив возвращается обратно в школу, расследуя смерть подростка, после ночной прогулки, обернувшейся катастрофой. Позже, один из друзей жертвы погибает, что вызывает ряд серьезных вопросов по делу. Тем временем, Мейджор считает магазин Блейна лишь прикрытием. |            |                                                                                                   |               |                                                          |                |             |                     |
| 13 | 13         | «Blaine’s World» «Мир Блейна»                                                                     | Майкл Филдс   | Роб Томас                                                | 9 июня 2015    | 3J5513      | 1,45                |
| Лив и Клайв открывают новые улики по делу Макса Рейджера. Они хотят посетить глав компании. Тем временем, Рави продолжает искать лекарство; Блейн делает Лив предложение, от которого она не может отказаться. Мейджор втянут в невероятную ситуацию. |            |                                                                                                   |               |                                                          |                |             |                     |

### Сезон 2 (2015–16)
| № общий | № в сезоне | Название                                                                           | Режиссёр       | Автор сценария                                                                  | Дата премьеры   | Произв. код | Зрители в США (млн) |
| --- | ---------- | ---------------------------------------------------------------------------------- | -------------- | ------------------------------------------------------------------------------- | --------------- | ----------- | ------------------- |
| 14 | 1          | «Grumpy Old Liv» «Сердитая старая Лив»                                             | Майкл Филдс    | Роб Томас и Диана Руггиеро-Райт                                                 | 6 октября 2015  | 3J5901      | 1,53                |
| После случая в мясной лавке прошло три месяца. Блейн и Мейджор стали обычными людьми, но теперь они физически ощущают, если рядом с ними находится зомби. Блейн купил похоронное бюро, чтобы добывать мозги без риска, и по-прежнему снабжает зомби Сиэтла пищей. Семья Лив отдалилась от неё после её отказа дать свою кровь брату. Она обращается к Блейну, чтобы он достал такой же утопий, что был на вечеринке на озере, чтобы сделать новую партию лекарства. Клайв расследует убийство сварливого старика, которого ненавидели все соседи. Вон Дю Кларк, глава компании по производству энергетика, шантажом заставляет Мейджора охотиться на зомби. А его секретарь Рита становится новой соседкой Лив, чтобы тайно следить за ней. |            |                                                                                    |                |                                                                                 |                 |             |                     |
| 15 | 2          | «Zombie Bro» «Зомби-бро»                                                           | Джон Кретчмер  | Диана Руггиеро-Райт                                                             | 13 октября 2015 | 3J5902      | 1,22                |
| Лив и Клайв расследуют убийство главы братства. Тем временем Рави решает попробовать «утопий», чтобы исследовать его воздействие, а присоединившийся к нему Мейджор получает пристрастие к наркотику. Попытка Блейна расширить бизнес по торговле «утопием», приводит к тому, что его бывший босс Стейси убивает всех дилеров. В ответ Блейн просит окружного прокурора, являющегося зомби, начать дело против Стейси, и шантажом добывает деньги на это у своего отца-миллионера, которого он также сделал зомби. |            |                                                                                    |                |                                                                                 |                 |             |                     |
| 16 | 3          | «Real Dead Housewife of Seattle» «Настоящие мёртвые домохозяйки Сиэтла»            | Джейсон Блум   | Кит Босс                                                                        | 20 октября 2015 | 3J5903      | 1,29                |
| Лив и Клайв расследуют убийство Тейлор, богатой домохозяйки, у которой когда-то был роман с Воном. Между тем, Мейджор поддается соблазну и целуется с Ритой, которая оказывается дочерью Вона. Пейтон возвращается в город и объявляет, что возглавит кампанию против торговли «утопием». Она мирится с Лив, Мейджором и Рави. Когда муж Тейлор, Терренс, сообщает Вону, что намерен ему отмстить, лишив его компании, Вон скармливает его своему учёному, ставшему зомби. |            |                                                                                    |                |                                                                                 |                 |             |                     |
| 17 | 4          | «Even Cowgirls Get the Black and Blues» «И у девочек-ковбоев бывает чёрная полоса» | Мэтт Барбер    | Дейдре Манган                                                                   | 27 октября 2015 | 3J5904      | 1,47                |
| Лив съедает мозги кантри-певицы, у которой были сложные отношения с парнем, и под их воздействием сочиняет песню. Агент ФБР Дэйл Боззио, расследующая многочисленные исчезновения, интересуется Клайвом. Блейн сотрудничает с Пейтон и обещает ей информацию о главе наркоторговцев в обмен на иммунитет. Он также находит того, кто разбавлял «утопий» на вечеринке на озере, и превращает его в зомби, чтобы узнать рецепт. Мейджор осознает свою зависимость и приходит к Лив за помощью. |            |                                                                                    |                |                                                                                 |                 |             |                     |
| 18 | 5          | «Love & Basketball» «Любовь и баскетбол»                                           | Майкл Филдс    | Боб Дирден                                                                      | 3 ноября 2015   | 3J5905      | 1,43                |
| Детский тренер по баскетболу убит во время работы охранником. Лив и Клайв берутся за дело, а Мейджор замещает его в спортзале. Габриэль приносит Блейну разбавленный «утопий», а затем умирает, когда вводит его себе, приняв за лекарство. Рита достает образец крови Лив для учёной, стремящейся получить разумного зомби. Клайв узнает от агента Дейл, что в мясной лавке были найдены волосы пропавшего космонавта, и получает от вдовы Сузуки кусочек мозга, который тот держал в холодильнике. Мейджор отказывается от «утопия» и хочет восстановить отношения с Лив, которая боится, что снова сделает его зомби. |            |                                                                                    |                |                                                                                 |                 |             |                     |
| 19 | 6          | «Max Wager» «Максимальная ставка»                                                  | Джон Кретчмер  | Грэм Норрис                                                                     | 10 ноября 2015  | 3J5906      | 1,40                |
| Гарри Коул погибает на выходе из суда, расследование приводит Клайва и Лив к парикмахеру, подрабатывающему спортивным брокерством. Здесь Лив встречает Стейси Босса, который заправляет всем криминалом в городе. Рави выясняет, что зомби-вирус может передаваться половым путём даже с использованием презервативов. Отец Блейна понимает, что тот снова человек, и пытается прибрать к рукам его бизнес. В отместку Блейн собирается скормить ему мозг своего деда, однако Мейджор похищает отца Блейна прямо перед этим. |            |                                                                                    |                |                                                                                 |                 |             |                     |
| 20 | 7          | «Abra Cadaver» «Абра-кадабра»                                                      | Вьет Нгуен     | Джастин Халперн и Патрик Шимакер                                                | 17 ноября 2015  | 3J5907      | 1,17                |
| На соревновании фокусников убит один из участников, а камера наблюдения не зафиксировала никого, кроме горничной, нашедшей тело. Блейн просит Лив помочь в деле о пропавших зомби, вместе они проникают в дом к агенту Дейл и находят отчёт о происхождении мозга из холодильника Сузуки. Лив создает фальшику, согласно которой мозг принадлежит корове, а не человеку. Когда она подбрасывает его Дейл, то видит другую девушку рядом с домом. После ухода Лив, девушка оставляет на крыльце конверт. Рави расстается со своей Стеф и пытается восстановить отношения с Пейтон, но безуспешно. |            |                                                                                    |                |                                                                                 |                 |             |                     |
| 21 | 8          | «The Hurt Stalker» «Преследователь»                                                | Майкл Вейл     | Сара Саеди                                                                      | 1 декабря 2015  | 3J5908      | 1,55                |
| Девушку, оставившую письмо на крыльце, находят убитой из пистолета Клайва. Клайв встречался с ней раньше, но бросил из-за сталкерских наклонностей. Съев её мозг, Лив становится ревнивой и подозрительной, что ещё больше усугубляется, когда она находит переписку между Мейджором и Ритой. А попытка выяснить, кого ещё преследовала убитая, оканчивается для Лив в тюремной камере. |            |                                                                                    |                |                                                                                 |                 |             |                     |
| 22 | 9          | «Cape Town» «Кейптаун»                                                             | Мэйрзи Алмас   | Диана Руггиеро-Райт                                                             | 8 декабря 2015  | 3J5909      | 1,37                |
| Убит парень, по ночам боровшийся с преступниками в костюме супергероя. Его приятели рассказывают, что он собирал команду, чтобы предотвратить поставку крупной партии оружия. Блейн просит Лив обратить наркоторговца, у которого есть информация о разбавленном «утопии». Следующей целью Мейджора становится проститутка, которая обслуживает зомби. Лив берётся одна разобраться с торговцами оружием, но попадает в опасную ситуацию, из которой её спасает Стейси Босс. После этого Клайв отказывается работать с Лив дальше. Рави обнаруживает, что сыворотка против зомби имеет временный эффект. |            |                                                                                    |                |                                                                                 |                 |             |                     |
| 23 | 10         | «Method Head» «Голова в образе»                                                    | Марк Пизнарски | Кит Босс                                                                        | 12 января 2016  | 3J5910      | 1,17                |
| Рави объясняет Мейджору и Блэйну, что их превращение обратно в зомби — вопрос времени, и берёт у них пробы крови чтобы узнать как долго они будут оставаться людьми. Рави, Мейджор и Лив продолжают поиски тела наркокурьера с разбавленным утопием. Тем временем, Клайв и Лив расследуют убийство актёра во время съёмки любимого телесериала Лив — «Школа зомби». Съев его мозг, у Лив пробуждается актёрский талант. Так как организация Босса находится под расследованием, бизнес Блэйна расширяется, однако Дейл начинает подозревать что «Джон До» (новый псевдоним Блэйна) каким-то образом связан с событиями в мясной лавке. Также, Вон устраивает Мейджору проверку на лояльность, которую тот успешно проходит, однако Мейджор тайно продолжает шпионить за ним. |            |                                                                                    |                |                                                                                 |                 |             |                     |
| 24 | 11         | «Fifty Shades of Grey Matter» «Пятьдесят оттенков серого вещества»                 | Мэйрзи Алмас   | Дейрдра Манган                                                                  | 2 февраля 2016  | 3J5911      | 1,43                |
| Лив и Клайв расследуют смерть библиотекарши, в теле которой Рави обнаруживает вёх, подтверждая что её кто-то отравил. После того как Лив съедает её мозг, они узнают, что погибшая писала любовный роман, из-за чего Лив начинает постоянно думать о сексе. Тем временем, Блейн и Пейтон проводят ночь вместе, после чего Клайв и Дейл арестовывают Блейна (чья настоящая фамилия — Макдонаф), подозревая что он и есть серийный убийца, который похищает состоятельных людей по всему городу. Пейтон выручает Блейна, однако начинает сомневаться в его искренности. Мейджор избавляется от собаки, которая принадлежала убитому им зомби, узнав о маячке. Лив рассказывает Пейтон всю правду о Блейне. Пейтон уходит разочарованная, что заставляет Лив подумать о своём выборе — она только что переспала с помощником Блейна, будучи под влиянием озабоченного мозга библиотекарши. |            |                                                                                    |                |                                                                                 |                 |             |                     |
| 25 | 12         | «Physician, Heal Thy Selfie» «Самострелом себя стрели»                             | Зетна Фуэтнес  | Бизанн Масуд и Талия Гонсалвес                                                  | 9 февраля 2016  | 3J5912      | 1,43                |
| На берегу реки нашли три тела без голов, поэтому Лив приходится подкрепляться мозгами «Королевы твиттера», из-за его она не может оказать помощи в расследовании. Благодаря Пейтон становится известно, что все трое работали на Стейси Босса. Тем временем исчезает прокурор, начавший против него дело. В его хижине находят пропавшие головы. Вон Дю Кларку становится известно, что Мейджор обманул его, и прокурор — зомби. Стейси Босс сталкивается с Блейном и требует с него 80 тысяч отступных. Мэр уговаривает Пейтон возглавить дело против Босса. |            |                                                                                    |                |                                                                                 |                 |             |                     |
| 26 | 13         | «The Whopper» «Наглая ложь»                                                        | Майкл Филдс    | Роб Томас                                                                       | 16 февраля 2016 | 3J5913      | 1,25                |
| Лив и детектив Клайв расследуют убийство Кори Карпа по прозвищу Крупная Рыба, которое он получил, на удивление, не из-за своей фамилии, а из-за того, что был патологическим лжецом. Блейн узнает, кто похищает его клиентов-зомби. Клайв начинает интересоваться, почему во время расследования Лив перенимает характер жертвы убийства. Тем временем, она находит, где захоронен разбавленный «утопий». И это как нельзя во время, потому что крыса, на которой испытывали сыворотку, неожиданно скончалась. |            |                                                                                    |                |                                                                                 |                 |             |                     |
| 27 | 14         | «Eternal Sunshine of the Caffeinated Mind» «Вечное Сияние Кофеинового Разума»      | Джейсон Блум   | Кит Босс                                                                        | 23 февраля 2016 | 3J5914      | 1,45                |
| В этой серии Лив предстоит отведать мозг жизнерадостной хозяйки кофейни. Меж тем Рави делает новую сыворотку против зомбизма, которая даёт неожиданный результат. Дрейк отменяет свидание с Лив из-за того, что оказался в полицейском участке. Оказывается, Дрейк — законспирированный полицейский, внедрённый в организацию Босса. Стейси Босс понимает, что за его последними проблемами с полицией стоит Блейн, и решает от него избавиться. Мейджор приходит к Лив, чтобы рассказать о том, что он работает на Вон Дю Кларка, но сталкивается там с Ритой. Лив понимает, что её соседка — та самая девушка, что писала Мейджору. Блейн вновь становится зомби. |            |                                                                                    |                |                                                                                 |                 |             |                     |
| 28 | 15         | «He Blinded Me... with Science» «Он ослепил меня... наукой»                        | Дэн Этеридж    | Джон Энборн                                                                     | 22 марта 2016   | 3J5915      | 1,21                |
| Вновь ставший зомби, Блейн приходит к Рави, чтобы добыть мозги. Он и Лив получают на завтрак мозги учёной, которую убили, облив кислотой. Погибшая работала в компании Вон Дю Кларка. Под воздействием мозга Лив помогает Рави усовершенствовать вакцину. Она также начинает подозревать, что Дрейк что-то от неё скрывает и, проследив за ним, узнает, что он работает на Стейси Босса. Дрейк пропускает встречу с Лив, будучи пойманным Мейджором. Блейн сворачивает наркобизнес и вкалывает себе новую вакцину. Тем временем один из зомби в Макс Рейнжерс вырывается из клетки. Спасаясь от него, Вон Дю Кларк бросает в подвале свою дочь Риту, однако той удается пережить нападение. |            |                                                                                    |                |                                                                                 |                 |             |                     |
| 29 | 16         | «Pour Some Sugar, Zombie» «Насыпь немного сахара, зомби»                           | Маириз Алмас   | Диана Руджерио-Райт                                                             | 29 марта 2016   | 3J5916      | 1,25                |
| Рита, ставшая зомби, пробирается в дом Лив в поисках мозгов, но её ловит телохранитель Вон Дю Кларка. Лив и Клайв расследуют убийство стриптизёрши, девушки одного из помощников мистера Босса. Тем временем, Блейн вновь становится человеком, но забывает всё, что с ним случилось, пока он был зомби. Его помощники решают взять дела в свои руки. Рави начинает подозревать что-то неладное с Мейджором и, подобрав код к его сейфу, находит доказательства того, что Мейджор — серийный убийца. В ходе их ссоры Мейджор начинает превращаться обратно в зомби, но Рави вырубает его транквилизатором. В поисках Дрейка Лив навещает его мать и узнаёт, что он был полицейским под прикрытием. |            |                                                                                    |                |                                                                                 |                 |             |                     |
| 30 | 17         | «Reflections of the Way Liv Used to Be» «Раздумия на тему какой Лив была»          | Майкл Филдс    | Боб Дирден                                                                      | 5 апреля 2016   | 3J5917      | 1,07                |
| Мейджор признаётся Рави, что он похищает зомби в списке Вон Дю Кларка, но замораживает их вместо того, чтобы убивать. Рави соглашается скрывать это от Лив. Тем времнеем, в местном университете находят тело кандидата на пост классного президента. Лив ест её мозг и становится такой, какой была до превращения в зомби — сверхуспевающей и помешанной на похвале. Оказывается, погибшая была тайным осведомителем детектива Лу Бенедетто, который также работал с Дрейком. Помощники Блейна заставляют его работать как лицо похоронного бюро, тогда как они возобновляют продажу утопия. Убийцей девушки оказывается работник в кафетерии, продающий утопий студентам как посредник людей Блейна. Когда на убийцу выходит детектив Бенедетто, его поставщик убивает парня и оглушает детектива ударом по голове. Мейджор и Рави решают превратить Вон Дю Кларка в зомби, чтобы протестировать экспериментальное лекарство на нём, однако Вон Дю Кларк узнаёт, что Мейджор никого не убивал. Прежде чем Мейджора увозят в тайную лабораторию компании, его арестовывают агенты ФБР по подозрению в том, что он — серийный убийца.   |            |                                                                                    |                |                                                                                 |                 |             |                     |
| 31 | 18         | «Dead Beat» «Мёртвое биение»                                                       | Джон Кретчмер  | Джон Энбом                                                                      | 12 апреля 2016  | 3J5918      | 1,36                |
| Лив в шоке, после известий об аресте Мейджора и обыске его дома. Однако дело не движется из-за того, что адвокат, нанятый Вон Дю Кларком, запрещает Мейджору говорить с детективами. Рави выясняет у друга, где он спрятал замороженных зомби, но на месте их не оказывается. В месте с Лив они пытаются раздобыть мозги для голодного Мейджора, чтобы предотвратить его нападение на сокамерников. В отчаянии Лив рассказывает Клайву о зомби, и тот помогает вытащить Мейджора из тюрьмы, что приводит к его расставанию с агентом Бозио. Следующим утром на Лив нападает человек Вон Дю Кларка. Пытаясь её спасти, Рави убивает его в пылу драки. Выясняется, что все пойманные Мейджором зомби содержатся в Макс Рейджер. |            |                                                                                    |                |                                                                                 |                 |             |                     |
| 32 | 19         | «Salivation Army» «Армия слюноотделения»                                           | Майкл Филдс    | Сюжет: Роб Томас и Дайен Руггерио-Райт Сценарий: Дайен Руггерио-Райт и Кит Босс | 12 апреля 2016  | 3J5919      | 1,22                |
| Лив, Мейджор и Клайв проникают на закрытую вечеринку Вон Дю Кларка, чтобы пробраться в подвал и освободить всех зомби. Несколько работников Макс Рейджер принимают утопий, запив его энергетическим напитком, и нападают на остальных, убивая и превращая их в зомби. Мистер Босс, воодушевлённый закрытием дела против него, решает окончательно разобраться с конкурентами, и посылает своих людей в похоронную контору к Скотту И. Там они узнают, о том, что Блейн всё ещё жив. Лив и Клайв проникают в глубины Макс Рейджер с помощью Риты. Её же и Мейджора задерживает Вон Дю Кларк. Чтобы спасти Клайва, Лив вынуждена убить потерявшего разум Дрейка. Раненный в руку Вон Дю Кларк не может вовремя сбежать на лифте и оказывается запертым в нём с тремя зомби. Люди Босса берут в плен Пейтон, чтобы выманить Блейна. Блейн освобождает её, а Рави понимает, что у неё ещё есть чувства к нему. В Макс Рейджер проникают люди Вивиан Столл, которая собиралась купить компанию. Вивиан, которая, как и её люди,0 является зомби, предлагает Лив присоединиться к её плану создать собственное государство для таких, как они. |            |                                                                                    |                |                                                                                 |                 |             |                     |

### Сезон 3 (2017)
| № общий | № в сезоне | Название                                                                      | Режиссёр       | Автор сценария                   | Дата премьеры  | Произв. код | Зрители в США (млн) |
| --- | ---------- | ----------------------------------------------------------------------------- | -------------- | -------------------------------- | -------------- | ----------- | ------------------- |
| 33 | 1          | «Heaven Just Got a Little Bit Smoother» «Небо только что стало немного мягче» | Дэн Этеридж    | Роб Томас                        | 4 апреля 2017  | T27.13151   | 0,95                |
| Наёмники Вивиан устраивают взрыв в штаб-квартире Макс Рейджера, чтобы уничтожить улики и сверяют легенды всех оставшихся свидетелей. С Мэйджора сняты обвинения, хотя все в городе всё ещё считают его убийцей. Лив и Клайв едут в штаб-квартиру компании Вивиан, где она объясняет, как стала зомби сама и как обратила своих людей после того, как они заразились биологическим оружием. Клайв узнаёт одного из детей-зомби в здании — его бывшего соседа. Вивиан рассказывает, что приобрела остров, где её люди строят колонию для зомби, чтобы они могли жить в безопасности от живых. Она опасается того дня, когда человечество узнает об их существовании. В расследование дела о трагедии вмешивается бывшая начальница Рави из Центра по контролю и профилактике заболеваний, на случай возможной эпидемии. Блэйн вновь возглавляет своё дело, поставляя мозги зомби Сиэтла, хотя он всё ещё ничего не помнит. Однако его бывший помощник решает начать свой, конкурирующий, бизнес, размораживая отца Блэйна и предлагая ему партнёрство. Лив и Клайв пытаются предотвратить утечку информации о зомби, но кто-то перебивает семью безобидных зомби — родителей того мальчика, которого знает Клайв. Мэйджор наконец находит работу, став одним из наёмников Вивиан. |            |                                                                               |                |                                  |                |             |                     |
| 34 | 2          | «Zombie Knows Best» «Зомби лучше знает»                                       | Джейсон Блум   | Дайан Руггиеро-Райт              | 11 апреля 2017 | T27.13152   | 0,87                |
| После того как грузовик протаранил автомобиль, Мейджеру достаются мозги девочки-подростка, а Лив — её отца. Под подозрение попадает одноклассница жертвы, на которую у неё был компромат. Клайв дает показания о своих отношениях с погибшей семьей, они жили по соседству, когда он работал под прикрытием и были очень близки до тех пор, пока мать с мальчиком не решили переехать к её брату. Параллельно Лив и Клайв узнают о существовании сайта, на котором была раскрыта принадлежность семьи к зомби. |            |                                                                               |                |                                  |                |             |                     |
| 35 | 3          | «Eat, Pray, Liv» «Ешь, молись, Лив»                                           | Мэйрзи Алмас   | Грэм Норрис                      | 18 апреля 2017 | T27.13153   | 0,75                |
| Лив и Клайв расследуют убийство гуру, помогавшего людям найти душевную гармонию. Мейджер получает наводку, которая должна помочь ему в поиске Натали, и после нескольких неудачных попыток вливается в ряды наемников Филлмор Грейвз. Также у него начинают проявляться симптомы того, что скоро сыворотка его убьёт. Отец Блейна аннулирует завещание и открывает клуб для зомби вместе с Донн-И, быстро переведя его из компаньонов в мальчики на посылках. Блейн соглашается принять участие в испытаниях сыворотки по возвращению памяти, после того как Рави признается Пейтон в любви. Но когда Пейтон готова ответить на его чувства, она застает его с бывшей начальницей. |            |                                                                               |                |                                  |                |             |                     |
| 36 | 4          | «Wag the Tongue Slowly» «Медленнее трепи языком»                              | Вьет Нгуен     | Кит Босс                         | 25 апреля 2017 | T27.13154   | 0,97                |
| После употребления в пищу мозга отравленной офисной работницы, Лив не может удержать себя от сплетен. Блейн просит Пейтон присмотреть за ним пока идут испытания сыворотки по возвращению памяти. Мейджеру становится хуже, и Рави дает ему шприц с сывороткой. Однако он решает передать его Натали, после того как находит её и получает отказ сбежать с ним. Лив и Клайв через форум зомби-ненавистников выходят на владельца местного тира, брат которого погиб в штаб-квартире Макс Рейджера. |            |                                                                               |                |                                  |                |             |                     |
| 37 | 5          | «Spanking the Zombie» «Отшлёпай зомби»                                        | Тесса Блейк    | Сара Саеди                       | 2 мая 2017     | T27.13155   | 0,93                |
| Клайву передают дело задушенной доминатрис, умершей пару недель назад, мозг которой Рави использовал для испытания сыворотки. Из-за этого видения Лив становятся дольше и яснее. Машину владельца тира видели рядом с домом убитой зомби-семьи накануне убийства, и так как он больше не желает говорить с полицией, Лив привлекает Филлмор Грейвз, которые выясняют, что следующей целью могут стать жертвы «Хаотичного убийцы». Донн-И берёт в помощники парня, барыжащего утопием. Мейджеру становится совсем плохо, они с Лив проводят вместе ночь, ожидая пока затянутся полученные Мейджером раны, чтобы превращение в человека не убило его. |            |                                                                               |                |                                  |                |             |                     |
| 38 | 6          | «Some Like it Hot Mess» «Некоторые предпочитают горячих штучек»               | Тесса Блейк    | Джон Энбом                       | 9 мая 2017     | T27.13156   | 0,97                |
| Мейджер снова становится человеком, однако Рави и Лив опасаются того, что будет, когда он потеряет память. Клайв расследует смерть самовлюблённой девушки-диджея. Когда Лив съедает её мозг, то сама начинает вести себя рассеянно и с излишним драматизмом. Один из клиентов Дона предлагает ему миллион долларов за лекарство, однако Рави отказывается продавать его. Но предположение Дона, что Блейн всего-лишь притворяется, что всё забыл, интригует Рави. Он рассказывает об этом Пейтон. Она не желает в это верить, но узнав от Блейна, что память к нему давно вернулась, разрывает отношения. Мейджер возвращается домой к матери как раз, когда забывает всё, однако воспоминания возвращаются на следующее утро. Лив собирается вновь стать человеком, однако кто-то выкрадывает лекарство у Рави. Друзья надеются на дозу, которая должна быть у Мейджера, но он признается, что отдал свой шприц с вакциной. |            |                                                                               |                |                                  |                |             |                     |
| 39 | 7          | «Dirt Nap Time» «Вечный тихий час»                                            | Майкл Филдс    | Дейрдре Манган                   | 16 мая 2017    | T27.13157   | 0,86                |
| Лив и Клайв расследуют убийство очаровательного, но имевшего множество интрижек, воспитателя детского сада. Джастин узнает, что Мейджер стал человеком, и просит его позволения пригласить Лив на свидание. Они прекрасно проводят время в баре Донн-И, попутно выяснив, что ни он, ни Блейн не брали вакцину. Пейтон ведёт дело убийцы доминатрикс, которое заканчивается самоубийством обвиняемого. Однако в нём с самого начала что-то было не так, и Пейтон надеется узнать больше с помощь Лив. Донн-И отбирает бизнес Блейна, а сам Блейн получает смертельное ранение от подручного его отца. Мейджер и Джастин получают задание задержать охотников на зомби, что приводит к тому, что у тех появляется видео с Джастином в зомби-режиме. |            |                                                                               |                |                                  |                |             |                     |
| 40 | 8          | «Eat a Knievel» «Съешь Книвела»                                               | Майкл Вейл     | Джон Беллина                     | 23 мая 2017    | T27.13158   | 0,98                |
| Видео с зомби набирает тысячи просмотров на YouTube. Вивиан понимает, что Мейджер снова человек, но погибает сразу после этого. Лив съедает мозги безбашенного каскадёра, который погиб, когда очередной трюк оказался саботирован. Чтобы спастись, Блейн снова становится зомби, и нападает на клуб Донн-И, где берёт своего отца в плен и бросает его связанным в колодец. Лив и Рави пытаются проникнуть в ряды охотников на зомби, но Лив приходится отступить, чтобы не быть раскрытой. |            |                                                                               |                |                                  |                |             |                     |
| 41 | 9          | «Twenty Sided, Die» «Двадцатигранник, умри»                                   | Джейсон Блум   | Кит Бос                          | 30 мая 2017    | T27.13159   | 0,92                |
| Рави отговаривает охотников на зомби от похищения и знакомится с Рейчел. Когда Мастер Подземелий убит, Лив и Клайв обнаруживают, что он не просто играл в подвале своей матери, а возможно пытался взломать русскую атомную станцию. Пейтон начинает сомневаться в том, что доминатрикс убил тот, кого в этом обвиняли. На вечеринке по сбору средств кто-то стреляет в кандидата в мэры Баракуса, что едва не переводит его в зомби-режим. Мейджер знакомится с девушкой, которая считает, что он невиновен. Владелец тира ловит Донна-И, который находится под влиянием мозга ветерана Второй мировой, и показывает его Рави. |            |                                                                               |                |                                  |                |             |                     |
| 42 | 10         | «Return of the Dead Guy» «Возвращение мертвого парня»                         | Вьет Нгуен     | Талия Гонсалес и Бисанн Масуд    | 6 июня 2017    | T27.13160   | 0,71                |
| Пейтон и Лив понимают, что шли по ложному следу. Рави напуган, когда раскрываются планы охотников за зомби. В другом месте Мейджер находит утешение в неожиданном — и, возможно, нежелательном — друге. |            |                                                                               |                |                                  |                |             |                     |
| 43 | 11         | «Conspiracy Weary» «Утомительный заговор»                                     | Марк Пизнарски | Боб Дирден                       | 13 июня 2017   | T27.13161   | 0,78                |
| Лив и Блейн приходят на помощь одному из своих. Они употребляют мозги теоретика заговора, и испытывают паранойю. Между тем, продолжая поиски теорий заговора, которые могут существовать или не существовать, Лив исследует нового друга Мейджера. А Рави делает удивительное открытие на счёт своего. |            |                                                                               |                |                                  |                |             |                     |
| 44 | 12         | «Looking for Mr. Goodbrain, Part 1» «В поисках мистера Хорошие Мозги, ч. 1»   | Майкл Филдс    | Дайан Руггиеро-Райт и Джон Энбом | 20 июня 2017   | T27.13162   | 0,77                |
| Когда Лив съедает мозги кое-кого из прошлого Рави, она не только испытывает желание переспать с каждым парнем в Сиэтле, но также начинает иметь очень интимные видения о Рави. Между тем, Мейджер должен принять важное решение. |            |                                                                               |                |                                  |                |             |                     |
| 45 | 13         | «Looking for Mr. Goodbrain, Part 2» «В поисках мистера Хорошие Мозги, ч. 2»   | Дэн Этеридж    | Роб Томас                        | 27 июня 2017   | T27.13163   | 0,86                |
| Лив раскрывает шокирующую правду с далеко идущими последствиями. Мейджер смотрит в будущее. А между тем, Блейн создаёт бизнес-предложение. |            |                                                                               |                |                                  |                |             |                     |

### Сезон 4 (2018)
| № общий | № в сезоне | Название                                                                        | Режиссёр         | Автор сценария                     | Дата премьеры   | Произв. код | Зрители в США (млн) |
| --- | ---------- | ------------------------------------------------------------------------------- | ---------------- | ---------------------------------- | --------------- | ----------- | ------------------- |
| 46 | 1          | «Are You Ready for Some Zombies?» «Вы готовы к зомби?»                          | Дэн Этеридж      | Роб Томас                          | 26 февраля 2018 | T27.13601   | 0,99                |
| Прошло почти четыре месяца. Сиэтл переименован в Нью-Сиэтл и окружён стеной, построенной федеральным правительством. Лив и Клайв расследуют убийство ярого фаната команды «Сиэтл Сихокс», который недолюбливал зомби. Чейз назначает Мэйджера помочь бездомным зомби-подросткам. Помощник Блейна достаёт Энгуса из колодца. Энгус сошёл с ума и начинает считать себя пророком. Лекарство от зомби, принятое Рави, работает лишь частично, однако он становится зомби на три дня каждый месяц. |            |                                                                                 |                  |                                    |                 |             |                     |
| 47 | 2          | «Blue Bloody» «Голубая кровь»                                                   | Майкл Филдс      | Дин Лори                           | 5 марта 2018    | T27.13602   | 0,77                |
| Богатая светская львица, которая всегда высказывала свое мнение независимо от того, кого она обидела, убита одним из своих помощников. Лив принимает ее личность, расследуя дело с Клайвом. |            |                                                                                 |                  |                                    |                 |             |                     |
| 48 | 3          | «Brainless in Seattle, Part 1» «Безмозглые в Сиэтле, ч. 1»                      | Майкл Вейл       | Хизер В. Ренье                     | 12 марта 2018   | T27.13603   | 0,76                |
| Женщина, которая хотела пробраться в Новый Сиэтл, была найдена мертвой, и большая часть ее мозгового вещества пропала. Маленькие кусочки, оставшиеся позади, это все, что Лив должна съесть ее оставшейся мозг. Женщина легко влюбилась, что побуждает вживую очень легкий обморок для нового парня. |            |                                                                                 |                  |                                    |                 |             |                     |
| 49 | 4          | «Brainless in Seattle, Part 2» «Безмозглые в Сиэтле, ч. 2»                      | Майкл Филдс      | Хизер В. Ренье                     | 19 марта 2018   | TBA         | 0,73                |
| Лив и Клайд продолжают искать койота, убивающего своих богатых и отчаянных клиентов. Рави идет добровольцем как приманка, чтобы заманить койота. Между тем, Блейн и Дон И. находятся под влиянием парня, который рассказывает свои секреты, пытаясь выяснить, где действует Ренегат. Блейн находит ренегата, убивает телохранителей и приводит в могилу. |            |                                                                                 |                  |                                    |                 |             |                     |
| 50 | 5          | «Goon Struck» «Нашествие громил»                                                | Хоакин Седилло   | Боб Дирден                         | 26 марта 2018   | T27.13605   | 0,72                |
| Лив потребляет мозг одного из телохранителей Ренегата, который был убит Блейном. Майджор и Дон И. работают вместе, чтобы похитить дочь человека, который хочет взорвать Сиэтл, чтобы остановить население зомби. |            |                                                                                 |                  |                                    |                 |             |                     |
| 51 | 6          | «My Really Fair Lady» «Моя по-настоящему прекрасная леди»                       | Тесса Блейк      | Грэм Норрис                        | 9 апреля 2018   | T27.13606   | 0,80                |
| В то время как на мозгу драматической актрисы, которая была в аварии автобуса, Лив разрабатывает план, чтобы узнать, где мама Леона остановилась. Она, Левон и другие контакты мамы Леона переправляют через границу 5 человек. Тем временем, Пейтон помогает женщине найти ее собаку, после того, как ее муж, наркоман, умирает в аварии с автобусом. Рави ест его мозг, чтобы помочь Пейтон, так как он до сих пор не равнодушен к ней. В конечном счете, она воссоединяет женщину с собакой, и она благодарит Рави, страстно целуя его. Блейн узнает, что его отец вышел из колодца и является лидером культа зомби, который устраивает протест в ресторане Блейна, чтобы получить бесплатную еду для своих последователей. |            |                                                                                 |                  |                                    |                 |             |                     |
| 52 | 7          | «Don't Hate the Player, Hate the Brain» «Я не ненавижу игрока, я ненавижу мозг» | Туан Куок Ле     | Сара Саеди                         | 16 апреля 2018  | T27.13607   | 0,81                |
| Лив ест мозг профессионального игрока, которого убивают отравленными презервативами. Находясь на мозге, она приходит к Левон и пытается соблазнить его. Рави пытается помочь Клайву заставить девушку заняться сексом, так как он и Боццио не могут из-за их разных видов. Чейз Грейвс назначает Мейджера своим "Вице-президент по приобретению вещей". Пейтон ловит Лив передающую удостоверения личности для зомби. |            |                                                                                 |                  |                                    |                 |             |                     |
| 53 | 8          | «Chivalry Is Dead» «Рыцарство мертво»                                           | Джейсон Блум     | Дайан Руджиеро-Райт                | 23 апреля 2018  | T27.13608   | 0,68                |
| Клайв доставляет Рави и Лив на место преступления, где жертву описывают как профессора средневековой истории. Один из койотов Лив, Изобель, пропадает, однако она оживает, когда ее пытаются превратить в зомби. Несмотря на многочисленные царапины, она не превращается в зомби. Соглашение Ангуса и Блейна продолжается, но Блейн просит его об одолжении после того, как мистер Босс придет к нему в гости. Расс и Мейджер терроризируют зомби. |            |                                                                                 |                  |                                    |                 |             |                     |
| 54 | 9          | «Mac-Liv-Moore» «Мак-Лив-Мур»                                                   | ЛЛ Хейтер        | Талия Гонсалес и Бисанн Масуд      | 30 апреля 2018  | T27.13609   | 0,68                |
| Рави узнает об Изобель и помогает Лив и Пейтон. Майджор спасает жизнь Чейза Грейвса после того, как его параноидальные страхи звучат правдой. Блейн дает Дон И. "специальный мозг", который оказывается мозгом гения, и вместе они разрабатывают план недвижимости, приводя их к убийству Баракуса. |            |                                                                                 |                  |                                    |                 |             |                     |
| 55 | 10         | «Yipee Ki Brain, Motherscratcher!» «Yipee Ki Brain, Motherscratcher!»           | Энрико Колантони | Челси Каталанотто                  | 7 мая 2018      | T27.13610   | 0,78                |
| Лив отстраняют за избиение кого-то, а это значит, что она может только проводить расследования. Ангус сравнивает Блейна с Богом-зомби, заставляя Блейна посещать его церковь, где он позволяет своим последователям убивать и есть их старую домработницу. Изобель говорит Рави, что хочет заняться сексом перед смертью. |            |                                                                                 |                  |                                    |                 |             |                     |
| 56 | 11         | «Insane in the Germ Brain» «Безумие в мозге зародыша»                           | Джуд Вэн         | Дин Лори                           | 14 мая 2018     | T21.13611   | 0,72                |
| Клайв и Дейл официально расстаются, после того, как она услышала разговор с Лив о Мишель. Росс Рош приводит Мэйджора к своему боссу. Мэйджор заявляет, что он всё время шпионил по приказу Филмора-Грейвса. Команда Мэйджора штурмует здание. Чейз празднует победу на вечеринке, но Мэйджор говорит ему, что Росс украл пистолет Джордана и Чейз покушается на её жизнь. "Капитан Сиэтл" стреляет в него, и Чейз убивает его. Пейтон готовится к полету в Вашингтон в качестве исполняющего обязанности мэра, и ее родители говорят ей не возвращаться. Лив и Левон приводят мать Изабель, но вскоре она умирает. |            |                                                                                 |                  |                                    |                 |             |                     |
| 57 | 12         | «You've Got to Hide Your Liv Away» «Ты должен скрыть»                           | Джейсон Блум     | Дайан Руджиеро-Райт и Джон Беллина | 21 мая 2018     | T21.13612   | 0,64                |
| Мэйджор похищает Лив и везет её в Орегон. Они едят мозги старой супружеской пары, но женщина тайно ненавидела манипулирующего человека, Лив запирает Мэйджора в клетке с двумя зомби. Клайв и Рави работают вместе в её отсутствие, чтобы найти убийцу, который убивает людей для превращения в зомби. Чейз угрожает казнить Кёртиса, если Ренегат не выйдет им. Левон признается, что он и есть Ренегат, чтобы защитить Лив и спасти жизнь Кёртиса. Лив возвращается Новый Сиэтл и признаётся, что она Ренегат. Чейз решается казнить их обоих. Рави проводит эксперименты с мозгами Изабель и выясняет, что он создал лекарство для лечения от зомби. |            |                                                                                 |                  |                                    |                 |             |                     |
| 58 | 13         | «And He Shall Be a Good Man» «И он будет хорошим человеком»                     | Дэн Этеридж      | Роб Томас                          | 28 мая 2018     | T21.13613   | 0,74                |
| Чейз готовится казнить Лив и Левона, в то время Рави, Пейтон, Клайв и Мэйджор пытаются спасти их. Партнеры Лив выпускают документальный фильм Левона о работе Ренегата, которая быстро распространяется. Мэйджор во время казни ломает дверь и спасает Лив. Чейз умирает во время схватки. Мэйджор становится новым главнокомандующим Филлмор-Грейвс. Лив уходит в отставку от Ренегата. Рави дает мозг Изабель и сообщает, что он нашёл лекарство от зомби. Клайв и Дейл женятся, Лив в качестве свадебного подарка даёт лекарство от зомби, чтобы Клайв и Дейл стали родителями. Ангус ведёт войско 1000 зомби за пределы стены, но армия США убивает их всех. Правительство США прекращает доставку мозгов в Сиэтл. Мэйджор вынужден заключить сделку с Блейном, обещая богатство и респектабельность в обмен на незаконную доставку мозгов в Сиэтл. Когда Лив приходит домой, она видит всех людей, который спас мама Ренегат и она. Лив решает продолжить дело Ренегат. |            |                                                                                 |                  |                                    |                 |             |                     |

### Сезон 5 (2019)
| № общий | № в сезоне | Название                                                       | Режиссёр          | Автор сценария                    | Дата премьеры  | Произв. код | Зрители в США (млн) |
| --- | ---------- | -------------------------------------------------------------- | ----------------- | --------------------------------- | -------------- | ----------- | ------------------- |
| 59 | 1          | «Thug Death» «Смерть головореза»                               | Дэн Этеридж       | Роб Томас                         | 2 мая 2019     | 501         | 0.73                |
| Лив и Клайв вынуждены взяться за расследование странного убийства, не имя под рукой ни тела, ни мозга. Все что у них есть из доказательств – немного крови, обнаруженной на месте происшествия, а также видео непонятного происхождения. Тем временем Блейн в очередной раз возвращается к своим давним привычкам. |            |                                                                |                   |                                   |                |             |                     |
| 60 | 2          | «Dead Lift» «Смертельная тяга»                                 | Майкл Филдс       | Филлип Хувер & Джейкоб Фармер     | 9 мая 2019     | 502         | 0.58                |
| На подъеме от мозгов фитнес-гуру, Лив помогает Клайву с делом круглосуточного магазина. Пейтон спорит с городским советом насчет PR-кампании по обелению образа зомби. |            |                                                                |                   |                                   |                |             |                     |
| 61 | 3          | «Five, Six, Seven, Ate!» «Пять, Шесть, Семь, Ел!»              | Вьет Нгуен        | Дайан Руджеро                     | 16 мая 2019    | 503         | 0.57                |
| Рави паникует, когда они с Лив идут под прикрытием на танцевальный конкурс, чтобы раскрыть смертельное отравление. Школьников охватывает антизомбический пыл |            |                                                                |                   |                                   |                |             |                     |
| 62 | 4          | «Dot Zom» «Точка Зом»                                          | Майкл Вейл        | Джон Энбом                        | 23 мая 2019    | 504         | 0.69                |
| Лив и Клайв идут по запутанному технологическому следу, расследуя убийство предпринимателя-визионера. Блейн пытается очаровать журналистку. |            |                                                                |                   |                                   |                |             |                     |
| 63 | 5          | «Death Moves Pretty Fast» «Смерть движется довольно быстро»    | Линда-Лиза Хейтер | Боб Дирден                        | 30 мая 2019    | 505         | 0.67                |
| Пока Эл заканчивает свою взрывную историю, Блейн попадает под подозрение в убийстве своего наглого соседа-подростка. Мэйджор страдает от загадочной потери памяти. |            |                                                                |                   |                                   |                |             |                     |
| 64 | 6          | «The Scratchmaker» «Поцарапать»                                | Малкольм Гудвин   | Джошуа Леви & Прати Шринивасан    | 6 июня 2019    | 506         | 0.67                |
| Мэйджор всячески старается добыть больше мозгов, когда поставки в Сиэтл критически сокращаются. Скандальная известность ослабляет Блейна, но ненадолго. |            |                                                                |                   |                                   |                |             |                     |
| 65 | 7          | «Filleted to Rest» «Филе для отдыха»                           | Майкл Филдс       | Челси Каталанотто                 | 13 июня 2019   | 507         | 0.70                |
| Мозги острого на язык шеф-повара помогают Лив и Клайву загнать убийцу в угол. Смертельное нападение отправляет Мэйджора охотиться на крота в "Филлмор-Грейвс". |            |                                                                |                   |                                   |                |             |                     |
| 66 | 8          | «Death of a Car Salesman» «Смерть продавца автомобилей»        | Джейсон Блум      | Кристина Де Леон                  | 20 июня 2019   | 508         | 0.60                |
| Под воздействием мозгов скользкого продавца Лив и Рави соревнуются в раскрытии убийства. Мэйджор пытается убедить вашингтонcкое начальство пощадить Сиэтл |            |                                                                |                   |                                   |                |             |                     |
| 67 | 9          | «The Fresh Princess» «Свежая принцесса»                        | Тесса Блейк       | Джон Беллина                      | 27 июня 2019   | 509         | 0.62                |
| Флешбэки в 90-е помогает Лив и Клайву с делом об убийстве на подростковом конкурсе красоты. Рави и Пейтон прослеживают улики до первоначального испорченного утопия. |            |                                                                |                   |                                   |                |             |                     |
| 68 | 10         | «Night and the Zombie City» «Ночь и город зомби»               | Туан Куок Ле      | Боб Дирден                        | 11 июля 2019   | 510         | 0.57                |
| В обреченном городе мозги убитого частного детектива превращают Лив в крутого сыщика, разыскивающего краденную дозу лекарства от зомбизма, за которую можно убить. |            |                                                                |                   |                                   |                |             |                     |
| 69 | 11         | «Killer Queen» «Королева-убийца»                               | Джуд Вэн          | Джон Энбом & Кит Босс             | 18 июля 2019   | 511         | 0.71                |
| Рави использует Мэйджора как приманку в своей охоте за пропавшими детьми, а Лив привносит гламур в поиски убийцы эпатажного трансвестита. |            |                                                                |                   |                                   |                |             |                     |
| 70 | 12         | «Bye, Zombies» «Пока, зомби»                                   | Майкл Вейл        | Дайан Руджеро                     | 25 июля 2019   | 512         | 0.61                |
| Мэйджор сталкивается с изменением прилива в Сиэтле, а в Атланте Лив, Клайв и Рави берут на себя невыполнимую миссию по получению окончательного лекарства от зомбизма. |            |                                                                |                   |                                   |                |             |                     |
| 71 | 13         | «All's Well That Ends Well» «Все хорошо, что хорошо кончается» | Джейсон Блум      | Джон Энбом & Кит Босс & Роб Томас | 1 августа 2019 | 513         | 0.75                |
| Пока Лив, Рави и Клайв в срочном порядке доделывают лекарство, Пейтон выясняет отношения с Блейном, а Мэйджор затевает суровую игру, чтобы спасти Сиэтл раз и навсегда. |            |                                                                |                   |                                   |                |             |                     |

## Рейтинги

### Сезон 1 (2015)
| №  | Название                                               | Премьера       | Рейтинг (18-49) | Зрители (миллионы) | DVR (18-49) | Всего (18-49) |
| -- | ------------------------------------------------------ | -------------- | --------------- | ------------------ | ----------- | ------------- |
| 1  | «Пилот»                                                | 17 марта 2015  | 0.8/3           | 2.29               | 0.6         | 1.4           |
| 2  | «Братец, может поделишься мозгом?»                     | 24 марта 2015  | 0.7/2           | 1.99               | 0.4         | 1.1           |
| 3  | «Дезинсектор»                                          | 31 марта 2015  | 0.7/2           | 1.81               | 0.5         | 1.2           |
| 4  | «Лив и типа Клайв»                                     | 7 апреля 2015  | 0.7/2           | 1.77               | 0.5         | 1.2           |
| 5  | «Полёт живых мертвецов»                                | 14 апреля 2015 | 0.8/2           | 1.85               | н/д         | н/д           |
| 6  | «Виртуальная реальность кусается»                      | 21 апреля 2015 | 0.6/2           | 1.80               | 0.4         | 1.0           |
| 7  | «Материнство Лив»                                      | 28 апреля 2015 | 0.7/2           | 1.69               | н/д         | н/д           |
| 8  | «Смертельный эфир»                                     | 5 мая 2015     | 0.6/2           | 1.62               | 0.5         | 1.1           |
| 9  | «Мозги патриота»                                       | 12 мая 2015    | 0.6/2           | 1.70               | н/д         | н/д           |
| 10 | «Мистер Берсерк»                                       | 19 мая 2015    | 0.6/2           | 1.50               | 0.4         | 1.0           |
| 11 | «Астробургер»                                          | 26 мая 2015    | 0.6/3           | 1.56               | 0.4         | 1.0           |
| 12 | «Мёртвая крыса, живая крыса, рыжая крыса, белая крыса» | 2 июня 2015    | 0.6/2           | 1.80               | 0.3         | 0.9           |
| 13 | «Мир Блейна»                                           | 9 июня 2015    | 0.5/2           | 1.45               | 0.4         | 0.9           |

### Сезон 2 (2015-16)
| №  | Название                                   | Премьера        | Рейтинг (18-49) | Зрители (миллионы) | DVR (18-49) | Всего (18-49) |
| -- | ------------------------------------------ | --------------- | --------------- | ------------------ | ----------- | ------------- |
| 1  | «Сердитая старая Лив»                      | 6 октября 2015  | 0.7/2           | 1.53               | н/д         | н/д           |
| 2  | «Зомби-бро»                                | 13 октября 2015 | 0.5/1           | 1.22               | н/д         | н/д           |
| 3  | «Настоящие мёртвые домохозяйки Сиэтла»     | 20 октября 2015 | 0.5/1           | 1.29               | н/д         | н/д           |
| 4  | «И у девочек-ковбоев бывает чёрная полоса» | 27 октября 2015 | 0.6/2           | 1.47               | н/д         | н/д           |
| 5  | «Любовь и баскетбол»                       | 3 ноября 2015   | 0.6/2           | 1.43               | н/д         | н/д           |
| 6  | «Максимальная ставка»                      | 10 ноября 2015  | 0.6/2           | 1.40               | н/д         | н/д           |
| 7  | «Абра-кадабра»                             | 17 ноября 2015  | 0.5/2           | 1.17               | 0.4         | 0.9           |
| 8  | «Преследователь»                           | 1 декабря 2015  | 0.6/2           | 1.55               | TBD         | TBD           |
| 9  | «Кейптаун»                                 | 8 декабря 2015  | 0.5/2           | 1.37               | TBD         | 0.8           |
| 10 | «Голова в образе»                          | 12 января 2016  | 0.5/1           | 1.17               | TBD         | 0.8           |
| 11 | «Пятьдесят оттенков серого вещества»       | 2 февраля 2016  | 0.5/2           | 1.43               | TBD         | TBD           |
| 12 | «Самострелом себя стрели»                  | 9 февраля 2016  | 0.5/2           | 1.43               | TBD         | 0.9           |
| 13 | «Наглая ложь»                              | 16 февраля 2016 | 0.5/2           | 1.25               | TBD         | TBD           |
| 14 | «Вечное Сияние Кофеинового Разума»         | 23 февраля 2016 | 0.6/2           | 1.45               | TBD         | TBD           |
| 15 | «Он ослепил меня наукой»                   | 22 марта 2016   | 0.5/2           | 1.21               | TBD         | TBD           |
| 16 | «Насыпь немного сахара, зомби»             | 29 марта 2016   | 0.5/2           | 1.25               | TBD         | TBD           |
| 17 | «Раздумия на тему какой Лив была»          | 5 апреля 2016   | 0.4/2           | 1.07               | TBD         | 0.7           |
| 18 | «Мёртвое биение»                           | 12 апреля 2016  | 0.5/2           | 1.36               | TBD         | 0.8           |
| 19 | «Армия слюноотделения»                     | 12 апреля 2016  | 0.5/2           | 1.22               | TBD         | 0.8           |

### Сезон 3 (2016-17)
| №  | Название                                | Премьера       | Рейтинг (18-49) | Зрители (миллионы) | DVR (18-49) | Всего (18-49) |
| -- | --------------------------------------- | -------------- | --------------- | ------------------ | ----------- | ------------- |
| 1  | «Небо только что стало немного мягче»   | 4 апреля 2017  | 0.4/1           | 0,95               | 0.3         | 0.7           |
| 2  | «Зомби лучше знает»                     | 11 апреля 2017 | 0.3/1           | 0.87               | 0.4         | 0.7           |
| 3  | «Ешь, молись, Лив»                      | 18 апреля 2017 | 0.3/1           | 0.75               | 0.3         | 0.6           |
| 4  | «Медленнее трепи языком»                | 25 апреля 2017 | 0.3/1           | 0.97               | н/д         | н/д           |
| 5  | «Отшлёпай зомби»                        | 2 мая 2017     | 0.3/1           | 0.93               | 0.3         | 0.6           |
| 6  | «Некоторые предпочитают горячих штучек» | 9 мая 2017     | 0.3/1           | 0.97               | 0.4         | 0.7           |
| 7  | «Вечный тихий час»                      | 16 мая 2017    | 0.3/1           | 0.86               | 0.3         | 0.6           |
| 8  | «Съешь Книвела»                         | 23 мая 2017    | 0.3/1           | 0.98               | 0.4         | 0.7           |
| 9  | «Двадцатигранник, умри»                 | 30 мая 2017    | 0.3/1           | 0.92               | 0.3         | 0.6           |
| 10 | «Возвращение мертвого парня»            | 6 июня 2017    | 0.2/1           | 0.71               | 0.3         | 0.5           |
| 11 | «Утомительный заговор»                  | 13 июня 2017   | 0.3/1           | 0.78               | 0.3         | 0.6           |
| 12 | «В поисках мистера Хорошие Мозги, ч. 1» | 20 июня 2017   | 0.3/1           | 0.77               | 0.3         | 0.6           |
| 13 | «В поисках мистера Хорошие Мозги, ч. 2» | 27 июня 2017   | 0.3/1           | 0.86               | TBD         | TBD           |

### Сезон 4 (2018)
| №  | Название                             | Премьера        | Рейтинг (18-49) | Зрители (миллионы) | DVR (18-49) | Всего (18-49) |
| -- | ------------------------------------ | --------------- | --------------- | ------------------ | ----------- | ------------- |
| 1  | «Вы готовы к зомби?»                 | 26 февраля 2018 | 0.3/1           | 0.99               | 0.3         | 1.66          |
| 2  | «Голубая кровь»                      | 5 марта 2018    | 0.2/1           | 0.77               | 0.3         | 1.40          |
| 3  | «Безмозглые в Сиэтле, ч. 1»          | 12 марта 2018   | 0.3/1           | 0.76               | н/д         | 1.36          |
| 4  | «Безмозглые в Сиэтле, ч. 2»          | 19 марта 2018   | 0.2/1           | 0.73               | 0.3         | 1.30          |
| 5  | «Нашествие громил»                   | 26 марта 2018   | 0.2/1           | 0.72               | 0.2         | 1.22          |
| 6  | «Моя по-настоящему прекрасная леди » | 9 апреля 2018   | 0.2/1           | 0.80               | 0.3         | 1.37          |
| 7  | «Я ненавижу игрока, я ненавижу мозг» | 16 апреля 2018  | 0.3/1           | 0.81               | н/д         | 1.36          |
| 8  | «Рыцарство мертво»                   | 23 апреля 2018  | 0.2/1           | 0.68               | 0.3         | 1.25          |
| 9  | «Мак-Лив-Мур»                        | 30 апреля 2018  | 0.2/1           | 0.68               | 0.3         | 1.24          |
| 10 | «Yipee Ki Brain, Motherscratcher!»   | 7 мая 2018      | 0.3/1           | 0.78               | 0.2         | 1.29          |
| 11 | «Безумие в мозге зародыше»           | 14 мая 2018     | 0.3/1           | 0.72               | 0.2         | 1.24          |
| 12 | «Ты должен скрыть»                   | 21 мая 2018     | 0.2/1           | 0.64               | 0.3         | 1.19          |
| 13 | «И он будет хорошим человеком»       | 28 мая 2018     | 0.2/1           | 0.74               | 0.3         | 1.28          |